# Allantodia glingensis
Allantodia glingensis là một loài thực vật có mạch trong họ Woodsiaceae. Loài này được Ching & Y.X. Ling miêu tả khoa học đầu tiên năm 1984.